# Пољубац змаја
Пољубац змаја (енгл. Kiss of the Dragon) је француски акциони трилер филм из 2001. године режисера Крисa Наона, са Џетом Лијем, Бриџет Фондом и Чекијем Карјом у главним улогама. 
Филм је у биоскопе Северне Америке премијерно реализован 6. јула 2001. године, а у првом викенду премијере зарадио је нешто више од 13 милиона $.  Укупан бруто приход у Северној Америци износио је 36.845.124 $, што је филм учинило веома профитабилним за 20th Century Fox (узимајући у обзир чињеницу да је за права на дистрибуцију филма у Северној Америци и на неким другим страним територијама платио нешто више од 12.5 милиона $).
Филм је добио генерално мешовите оцене филмских критичара, који су углавном највише замерали на чињеници да обилује превелеком броју сцена насиља које су на неки начин утицале на рачун целокупне приче.  Релативно је боље оцењен од стране публике, што се може лако уочити на сајту Ротен Томејтоуз где од стране публике има проценат од 68%, а од критичара 52%. Метакритик је на основу 26 рецензија доделио филму просечну оцену 58 од 100, што опет указује на претежно помешане оцене. Познати амерички критичар Роџер Иберт доделио је филму 3 од 4 звездице , а интересантна је чињеница да је у Кини било забрањено приказивање због превеликих сцена насиља, а такође представља један од последњих пројеката америчке глумице Бриџет Фонде пре него што се повукла из глуме. 
Укупна зарада од филма се процењује на нешто више од 64 милиона $, што га у поређењу са цифром од 25 милиона $, колико је износио продукцијски буџет, чини финансијски успешним.

## Радња
Тајни агент кинеске владе Лиу јиуан, по наређењу одлази у Париз како би обавио специјални задатак. Међутим, пошто је стигао у Париз бива грубо преварен од стране команданта полиције, Ричарда, и упада у клопку. Оптужен за убиство, које није починио и приморан да се крије у непознатом граду, за помоћ се обраћа Џесики, Американки, коју Ричард већ дуго времена присиљава на проституцију, тако што јој кћерку држи затворену у сиротишту. Њих двоје, заједно, започињу немилосрдну борбу против мафије и корумпираних полицајаца, у којој ће морати да заштите једно друго, докажу своју невиност, али уједно да и ослободе Џесикину кћерку...

## Улоге
| Глумац        | Улога                        |
| ------------- | ---------------------------- |
| Џет Ли        | Лиу Јиан                     |
| Бриџет Фонда  | Џесика Камен                 |
| Чеки Карјо    | инспектор Ричард             |
| Рик Јанг      | Мистер Биг (господин велики) |
| Берт Квоук    | стриц Таи                    |
| Макс Рајан    | Лупо                         |
| Кирил Рафаели | близанац 1                   |
| Дидје Азули   | близанац 2                   |
| Џон Форхем    | Макс                         |
| Пол Барет     | пилот                        |
| Лоренс Ешли   | Ажа                          |